# Біштинек (гміна)
Гміна Біштинек (пол. Gmina Bisztynek) — місько-сільська гміна у північній Польщі. Належить до Бартошицького повіту Вармінсько-Мазурського воєводства.
Станом на 31 грудня 2011 у гміні проживало 6792 особи.

## Територія
Згідно з даними за 2007 рік площа гміни становила 203.55 км², у тому числі:
- орні землі: 80.00%
- ліси: 10.00%

Таким чином, площа гміни становить 15.56% площі повіту.

## Населення
Станом на 31 грудня 2011:
| Опис     | Загалом | Загалом | Чоловіки | Чоловіки | Жінки | Жінки |
| -------- | ------- | ------- | -------- | -------- | ----- | ----- |
| одиниця  | осіб    | %       | осіб     | %        | осіб  | %     |
| все      | 6792    | 100     | 3336     | 49.12    | 3456  | 50.88 |
| міське   | 2533    | 100     | 1192     | 47.06    | 1341  | 52.94 |
| сільське | 4259    | 100     | 2144     | 50.34    | 2115  | 49.66 |

## Сусідні гміни
Гміна Біштинек межує з такими гмінами: Бартошице, Єзьорани, Ківіти, Кольно, Корше, Решель.